# دیانا پنتی
دیانا پنتی (انگلیسی: Diana Penty؛ زادهٔ ۲ نوامبر ۱۹۸۵) هنرپیشه و مدل اهل کشور هند است که در فیلم‌های بالیوودی بازی می‌کند.. او در سال ۱۹۸۵ در شهر بمبئی از پدری پارسی و مادری مسیحی زاده شد. وی از سال ۲۰۰۵ میلادی تاکنون مشغول فعالیت بوده‌است. از فیلم‌هایی که وی در آن نقش داشته‌است می‌توان به کوکتل اشاره کرد.

## زندگی هنری
پنتی در اصل برای اولین بار کار خود در بالیوود را سال ۲۰۱۱ با کارگردان هندی امتیاز علی آغاز کرد. جایی که وی در ابتدا قرار بود در مقابل رانبیر کاپور درفیلم راک استار نقش آفرینی کند، اما به جهت تعهدات کاری اش در صنعت مد نتوانست در این فیلم حضور داشته باشد و نرگس فخری جایگزین او در این فیلم شد. او بعدها با بازی در فیلم کوکتل موافقت کرد. دیانا دراین فیلم در کنار سیف علی خان و دیپیکا پادوکن ایفای نقش کرد، فیلم به‌طور خلاصه به داستان دختری به نام میرا می‌پردازد، دختری ساده با اعتقادات‌های سنتی هند، که توسط منتقدان به خوبی پذیرفته شد. عملکرد او جایزه بهترین بهترین وی برای بازی در این فیلم نامزد جوایز گوناگونی از جمله جایزه بهترین بازیگر نقش مکمل زن در جشنواره فیلم فیر شد.
پس از دوری چهار ساله از پرده سینما، پنتی در نقش یک عروس فراری در فیلم Happy Bhag Jayegi ظاهرشد. در این فیلم دیانا نقش محوری و شخصیت اصلی یعنی هپی را برعهده دارد.
دیانا پنتی اخیراً در نقش یک کارمند سازمان غیردولتی در فیلم Lucknow Central به ایفای نقش پرداخته‌است. او فیلم Parmanu: The Story of Pokhran را آماده اکران دارد. وی در این فیلم در مقابل جان آبراهام و بومان ایرانی نقش آفرینی کرده‌است.

## فیلم‌شناسی
| سال  | نام فیلم               | نقش            |
| ---- | ---------------------- | -------------- |
| ۲۰۱۲ | کوکتل                  | میرا سانی      |
| ۲۰۱۶ | هپی خواهد گریخت        | هپی کاور       |
| ۲۰۱۷ | لاکنو مرکزی            | گایاتری کاشیاپ |
| ۲۰۱۸ | اتم                    | سروان آمبالیکا |
| ۲۰۱۸ | هپی دوباره خواهد گریخت | هپی کاور       |
| ۲۰۱۹ | کلینیک خانوادگی        |                |
| ۲۰۲۳ | سلفی                   |                |